# まんのう天文台
まんのう天文台（まんのうてんもんだい）は、香川県仲多度郡まんのう町（旧琴南町）にある天文台。

## 概要
2014年4月4日に完成、口径30cmの反射望遠鏡と太陽観測専用の望遠鏡などを設置。施設のある大川山は、標高が1042.9ｍあり、周辺には町営と県営のキャンプ場がある。

## 沿革
- 2014年4月4日 - 香川県内で最も高い場所にある天文台として開設。2009年小惑星にまんのう町と命名[1]されたことから星のあるまちづくりの一環として建設された。[2]。

## 交通アクセス
- まんのう町役場から国道32号、県道46号経由で国道438号を美馬市方面へ大川山キャンプ場の標識で左折し約9キロ。